# William Rast
William Rast es una marca de ropa con base en Los Ángeles, California, creada en el 2005 por el cantante estadounidense Justin Timberlake y su amigo de la infancia Trace Ayala. La compañía organizó su primer desfile de modas el 17 de octubre de 2006, donde predominaron los jeans. Aunque en el comienzo solo diseñaba pantalones, William Rast ha llegado a producir chaquetas y tops femeninos.

## Marca
El nombre William Rast es una combinación del nombre del abuelo de Timberlake con el apellido del abuelo de Ayala. Los pantalones vaqueros de William Rast tienen bordados en los bolsillos traseros el logotipo de la compañía: una letra v con una barra diagonal sobre ella. Los directores creativos de la empresa son Johan y Marcella Lindeberg.
A comienzos del 2011, la compañía formó una alianza por un periodo limitado de tiempo con la cadena de tiendas Target. En mayo del mismo año, William Rast patrocinó al vehículo 98, conducido por Dan Wheldon, que ganó la carrera de las 500 millas de Indianápolis.

## Publicidad
En septiembre de 2008, Timberlake protagonizó una serie de cortometrajes junto a la modelo Erin Wasson, en los cuales él interpretó a un William Rast ficticio. Estas piezas, dirigidas por Jonas Åkerlund, fueron exhibidas en el sitio web de la empresa y tenían una duración de entre quince segundos y un minuto con cuarenta y cinco segundos.

## Puntos de venta
- Westfield Valley Fair — San José, California.
- Westfield Century City — Century City, Los Ángeles.
- Aventura Mall — Aventura, Florida.